# Copa Itália de Voleibol Masculino de 2014–15
A Copa Itália de Voleibol Masculino de 2014–15 foi a 37.ª edição desta competição organizada pela Lega Pallavolo Serie A, consórcio de clubes filiado à Federação Italiana de Voleibol (FIPAV). O torneio ocorreu de 6 a 11 de janeiro de 2015, e teve como vencedor o Modena Volley.

## Regulamento
As equipes classificadas do 1º ao 8º lugar ao final do primeiro turno da fase classificatória do Campeonato Italiano de 2014–15 participaram do torneio, que foi divido nas fases quartas de final, semifinais e final.

## Resultados
|  | Quartas de final | Quartas de final   | Quartas de final |                    |    | Semifinais      | Semifinais | Semifinais |  |  | Final | Final | Final |  |
|  |                  |                    |                  |                    |    |                 |            |            |  |  |       |       |       |  |
|  | 1º               | Trentino Volley    | 3                |                    |    |                 |            |            |  |  |       |       |       |  |
|  | 1º               | Trentino Volley    | 3                |                    |    |                 |            |            |  |  |       |       |       |  |
|  | 8º               | Pallavolo Piacenza | 2                |                    |    |                 |            |            |  |  |       |       |       |  |
|  | 8º               | Pallavolo Piacenza | 2                |                    | 1º | Trentino Volley | 3          |            |  |  |       |       |       |  |
|  |                  |                    |                  |                    | 1º | Trentino Volley | 3          |            |  |  |       |       |       |  |
|  |                  |                    | 4º               | Sir Safety Perugia | 2  |                 |            |            |  |  |       |       |       |  |
|  | 4º               | Sir Safety Perugia | 4º               | Sir Safety Perugia | 2  | 3               |            |            |  |  |       |       |       |  |
|  | 4º               | Sir Safety Perugia |                  |                    |    |                 |            |            |  |  |       |       |       |  |
|  | 5º               | Verona Volley      | 0                |                    |    |                 |            |            |  |  |       |       |       |  |
|  | 5º               | Verona Volley      | 0                |                    | 1º | Trentino Volley | 1          |            |  |  |       |       |       |  |
|  |                  |                    |                  |                    |    |                 |            |            |  |  |       |       |       |  |
|  |                  |                    | 2º               | Modena Volley      | 3  |                 |            |            |  |  |       |       |       |  |
|  | 2º               | Modena Volley      | 2º               | Modena Volley      | 3  | 3               |            |            |  |  |       |       |       |  |
|  | 2º               | Modena Volley      |                  |                    |    |                 |            |            |  |  |       |       |       |  |
|  | 7º               | Porto Robur Costa  | 0                |                    |    |                 |            |            |  |  |       |       |       |  |
|  | 7º               | Porto Robur Costa  | 0                |                    | 2º | Modena Volley   | 3          |            |  |  |       |       |       |  |
|  |                  |                    |                  |                    | 2º | Modena Volley   | 3          |            |  |  |       |       |       |  |
|  |                  |                    | 3º               | Lube Macerata      | 2  |                 |            |            |  |  |       |       |       |  |
|  | 3º               | Lube Macerata      | 3º               | Lube Macerata      | 2  | 3               |            |            |  |  |       |       |       |  |
|  | 3º               | Lube Macerata      |                  |                    |    |                 |            |            |  |  |       |       |       |  |
|  | 6º               | Top Volley         | 0                |                    |    |                 |            |            |  |  |       |       |       |  |

### Quartas de final
| Data  | Hora  |                    | Placar |                    | Set 1 | Set 2 | Set 3 | Set 4 | Set 5 | Total   | Relatório |
| ----- | ----- | ------------------ | ------ | ------------------ | ----- | ----- | ----- | ----- | ----- | ------- | --------- |
| 6 jan | 18:00 | Trentino Volley    | 3–2    | Pallavolo Piacenza | 24–26 | 19–25 | 37–35 | 25–21 | 16–14 | 121–121 | Relatório |
| 6 jan | 17:30 | Sir Safety Perugia | 3–0    | Verona Volley      | 25–13 | 29–27 | 25–22 |       |       | 79–62   | Relatório |
| 6 jan | 18:00 | Modena Volley      | 3–0    | Porto Robur Costa  | 25–21 | 25–15 | 25–22 |       |       | 75–58   | Relatório |
| 6 jan | 20:30 | Lube Macerata      | 3–0    | Top Volley         | 25–21 | 28–26 | 25–21 |       |       | 78–68   | Relatório |

### Semifinais
| Data   | Hora  |                 | Placar |                    | Set 1 | Set 2 | Set 3 | Set 4 | Set 5 | Total   | Relatório |
| ------ | ----- | --------------- | ------ | ------------------ | ----- | ----- | ----- | ----- | ----- | ------- | --------- |
| 10 jan | 16:00 | Trentino Volley | 3–2    | Sir Safety Perugia | 22–25 | 28–26 | 19–25 | 25–14 | 15–10 | 109–100 | Relatório |
| 10 jan | 18:30 | Modena Volley   | 3–2    | Lube Macerata      | 25–19 | 23–25 | 12–25 | 25–23 | 15–11 | 100–103 | Relatório |

### Final
| Data   | Hora  |                 | Placar |               | Set 1 | Set 2 | Set 3 | Set 4 | Set 5 | Total | Relatório |
| ------ | ----- | --------------- | ------ | ------------- | ----- | ----- | ----- | ----- | ----- | ----- | --------- |
| 11 jan | 17:00 | Trentino Volley | 1–3    | Modena Volley | 19–25 | 19–25 | 25–23 | 12–25 |       | 75–98 | Relatório |

## Premiação
| Copa Itália de 2014–15              |
| Emília-Romanha                      |
| ----------------------------------- |
| Modena Volley Campeão (11.° título) |